# Diyā' ad-Dīn Ibn Athir
Diyā' ad-Dīn Ibn Athir, también conocido como Diyā' ad-Dīn (1163 — 1239), sirvió para Saladino desde 1191, y tras su muerte, sirvió para su hijo Al-Malik al-Afdal en Egipto, Samosata, Aleppo, Mosul y Bagdad.
Fue uno de los críticos estilistas y estéticos más famosos de la literatura árabe. Su obra Kitab al-Matlial fue publicada en 1865 por Bulaq Press. Esta obra contiene críticas independientes sobre los antiguos y los modernos versos arábigos. Algunos de sus escritos fueron publicados por David Samuel Margoliouth en el Royal Correspondence of Diyā' ad-Dīn al-Jazarī en el acto del décimo congreso internacional de orientalistas.
Diyā' ad-Dīn fue el hermano menor de Ali ibn al-Athir y de Majd ad-Dīn Ibn Athir.